# Linde Salber
Linde Salber, geborene Wangemann (geboren am 27. Juli 1944 in Tütz; gestorben am 13. August 2024 in Below bei Techentin) war eine deutsche Psychologin, Autorin, Übersetzerin und Malerin.

## Leben und Werk
Linde Wangemann wuchs zunächst in ländlicher Umgebung in Mecklenburg auf. Im Jahr 1951 zog die Familie nach Hamburg, 1960 nach Duisburg. Nach dem Abitur studierte Wangemann Psychologie, Psychopathologie und Pädagogik an der Universität zu Köln und schloss ihr Studium 1968 als Diplom-Psychologin ab. Im selben Jahr heiratete sie den Psychologen Wilhelm Salber. 1970 wurde Linde Salber im Fach Psychologie an der naturwissenschaftlich-mathematischen Fakultät der Universität zu Köln mit einer literaturpsychologischen Dissertation promoviert.
Von 1977 bis 1980 absolvierte sie eine psychoanalytische Ausbildung in London und war Analysandin von Dorothy Tiffany Burlingham. Später schloss sie eine Ausbildung in Analytischer Intensivberatung in Köln an. Sie war als Akademische Oberrätin für das Lehrgebiet Pädagogische Psychologie an der Universität zu Köln tätig.
Als Autorin bilden die Zusammenhänge zwischen Lebensgeschichten und künstlerischem Werk bekannter Persönlichkeiten einen Schwerpunkt ihrer Veröffentlichungen. Zusammen mit Anna Freud übersetzte sie Beiträge Dorothy Tiffany Burlinghams zur Psychoanalyse des Kindes ins Deutsche. Sie war viele Jahre Mitherausgeberin der psychologischen Fachzeitschrift Zwischenschritte. Beiträge zu einer morphologischen Psychologie.
Als Malerin war Linde Salber u. a. beim Kunstverein Goldbergkunst vertreten. Ihre Bilder ließen sich, so der Kurator Gerhard Stromberg, keiner bestimmten Schule oder Stilrichtung zuordnen. Vielmehr sehe man ihnen vor allem ihren Entstehungsprozess mit seinen Zweifeln und Nöten wie auch der Freude und Lust an. Das mache sie so lebendig, kraftvoll und autark.
Linde Salber war verheiratet mit dem in Bergheim lebenden Kölner Psychologen und Professor Wilhelm Salber. Nach seinem Tod zog sie 2016 zurück nach Below in Mecklenburg-Vorpommern.

## Veröffentlichungen (Auswahl)
Als Autorin und Co-Autorin
- Fast-Nichts. Lindenedition, Schwerin 2023, ISBN 978-3-00-077337-2.
- Nimm Fährgeld und Kuchen. Lindenedition, Schwerin 2023, ISBN 978-3-00-076074-7.
- Neben der Spur. Schriften zur Psychologischen Morphologie. Zwischenschritte 2023, ISBN 978-3-00-074569-0.
- Nicht ohne Utopie: Die wahre Geschichte des Hermann Kant. Kulturmaschinen, Hamburg 2015, ISBN 978-3-943977-59-2.
- Herzmusterstrickjacke. Unverzagt, Köln 2014, ISBN 978-3-934443-06-8.
- Geniale Geschwister. Elisabeth und Friedrich Nietzsche, Gertrude und Leo Stein, Ana María und Salvador Dalí, Erika und Klaus Mann. Piper, München 2007, ISBN 978-3-492-04675-6.
- Der dunkle Kontinent. Freud und die Frauen. Rowohlt, Reinbek bei Hamburg 2006, ISBN 3-499-62138-X.
- Psychologie für die Westentasche. Piper, München 2006, ISBN 978-3-492-04975-7.
- Salvador Dalí. Rowohlt, Reinbek bei Hamburg 2004, ISBN 978-3-499-50579-9.
- Marlene Dietrich. Rowohlt, Reinbek bei Hamburg 2001, ISBN 978-3-499-50436-5.
- Frida Kahlo. Rowohlt, Reinbek bei Hamburg 1997, ISBN 3-499-50534-7.
- Tausendundeine Frau. Die Geschichte der Anaïs Nin. Rowohlt, Reinbek bei Hamburg 1995, ISBN 978-3-8052-0535-1.
- Lou Andreas-Salomé: Mit Selbstzeugnissen und Bilddokumenten. Rowohlt, Reinbek bei Hamburg 1990, ISBN 978-3-499-50463-1.
- mit Wilhelm Salber: Psychologie der Plastik. Untersuchungen zur Skulptur von Bonifatius Stirnberg. Bonn 1980.
- Piagets Psychologie der Intelligenz. Interpretation und Kritik. Düsseldorf 1977.
- Unterrichts- Diagnose und Unterrichts-Behandlung. Düsseldorf 1974.

Als Übersetzerin
- Anaïs Nin: Ein gefährliches Parfum: Die frühen Erzählungen. Rowohlt Repertoire, 2016, ISBN 978-3-688-10033-0.
- Anaïs Nin: Pfauenfedern – Erzählungen. Rowohlt 1996, ISBN 978-3-499-22038-8
- mit Anna Freud: Dorothy Burlingham: Labyrinth Kindheit: Beiträge zur Psychoanalyse des Kindes. Fischer-Taschenbuch-Verlag, Frankfurt am Main 1989, ISBN 3-596-42256-6.